# Captius del desig
 Captius del desig (original: Of Human Bondage) és una pel·lícula estatunidenca dirigida per John Cromwell, estrenada el 1934 i doblada al català.

## Argument
Philip Carey, un jove discapacitat, amb un peu deformat, marxa de París on ha intentat vanament fer-se pintor, i abandona tota ambició artística. S'instal·la a Londres on s'apunta a la facultat de medicina. Per intermediació d'un camarada coneix Mildred Rogers, una cambrera. Se n'enamora. Aquesta, tanmateix, no té cap sentiment particular envers ell i espera aprofitar-se'n. Philip n'és conscient, però no es pot separar d'ella, i continua fent-li la cort. Obsessionat per aquesta dona, no es pot concentrar en res més i suspèn els exàmens. El dia en què vol demanar-li la mà, ella li anuncia el seu futur matrimoni amb un altre home. Per oblidar-ho Philip manté una relació amb Norah. Mildred acaba per tornar, abandonada i embarassada, demanant-li ajuda. L'acull i acaba tot contacte amb Norah. Un vespre, per distreure-la, convida un company de classe per a una sortida. Poc temps després, Mildred li anuncia que marxa a viure amb aquest amic de qui s'ha enamorat.

## Repartiment
- Leslie Howard: Philip Carey
- Bette Davis: Mildred Rogers
- Frances Dee: Sally Athelny
- Kay Johnson: Norah
- Reginald Denny: Harry Griffiths
- Alan Hale: Emil Miller
- Reginald Sheffield: Cyril Dunsford
- Reginald Owen: Thorpe Athelny
- Desmond Roberts: Dr. Jacobs

## Nominacions
- 1935. Oscar a la millor actriu per Bette Davis

## Remake
- 1946: Of Human Bondage d'Edmund Goulding amb Paul Henreid i Eleanor Parker
- 1964: Servitud humana de Bryan Forbes i Ken Hughes amb Kim Novak i Laurence Harvey